# Dineutus sinuosipennis
Dineutus sinuosipennis is een keversoort uit de familie van schrijvertjes (Gyrinidae). De wetenschappelijke naam van de soort is voor het eerst geldig gepubliceerd in 1840 door Laporte de Castelnau.